# Albert Jahn
Pour les articles homonymes, voir Jahn.
Albert Jahn (1811–1900) est un historien et antiquaire suisse. 
Après des études de théologie et de philologie à Berne (1831-1834), et d'archéologie à Heidelberg et Munich (1835-1837), Albert Jahn devient professeur à Bienne et à Berne (1837-1852). À partir de 1853, il travaille aux Archives fédérales et occupe différents postes au Département fédéral de l'intérieur de 1862 à 1899. Passionné d'archéologie, il réalise des fouilles et rédige des articles scientifiques à leur sujet. Pour saluer ses mérites en ce domaine dans le canton, l'université de Berne lui décernera le titre de docteur honoris causa en 1866 et de professeur honoraire en 1897. 

## Publications sélectives
Publications sélectives
- Die in der bieler Brunnquell-Grotte, im Jahre 1846, gefundenen römischen Kaisermünzen, antiquarisch-historisch beleuchtet, ein Beitrag, Berne : C. A. Jenni Vater, 1847.
- Die Pfahlbau-Alterthümer von Moosseedorf, im Kanton Bern : Ein Beitrag zur ältesten Kultur- und Völkergeschichte Mittel-Europa's (avec Johann Uhlmann), Berne : Huber, 1857.
- Die keltischen Altertümer der Schweiz, Berne : K. J. Wyss, 1860.
- Emmenthaler Alterthümer und Sagen, Berne : Huber, 1865.
- Bonaparte, Talleyrand et Stapfer, Zürich : Orell, Füssli, 1869.
- Die Geschichte der Burgundionen und Burgundiens bis zum Ende der I. Dynastie, Halle : Buchhandl. d. Waisenhauses, 1874.